# Pinatar Cup
Der Pinatar Cup ist ein Einladungsturnier für Frauen-Fußballnationalmannschaften, das 2020 erstmals ausgetragen wurde. Veranstaltungsort ist San Pedro del Pinatar in Spanien. Organisiert wird der Pinatar Cup von der slowakischen Spielvermittlungsagentur IAST SPORTS. Das Turnier findet zeitgleich mit mehreren anderen Frauenfußballwettbewerben wie etwa dem Algarve-Cup, dem Zypern-Cup oder dem SheBelieves Cup im Februar oder März statt. Der erste Sieger war Schottland, für die es zugleich der erste Turniersieg in ihrer Geschichte war. Bisher nahm noch keine Mannschaft aus den Top 10 der FIFA-Weltrangliste am Pinatar-Cup teil, 2025 ist dies mit Kanada aber erstmals der Fall.

## Die Turniere im Überblick
| Jahr | Sieger                                  | 2. Platz                                | 3. Platz                                | 4. Platz                                |
| ---- | --------------------------------------- | --------------------------------------- | --------------------------------------- | --------------------------------------- |
| 2020 | Schottland                              | Island                                  | Ukraine                                 | Nordirland                              |
| 2021 | aufgrund der COVID-19-Pandemie abgesagt | aufgrund der COVID-19-Pandemie abgesagt | aufgrund der COVID-19-Pandemie abgesagt | aufgrund der COVID-19-Pandemie abgesagt |
| 2022 | Belgien                                 | Russland                                | Irland                                  | Wales                                   |
| 2023 | Island                                  | Wales                                   | Schottland                              | Philippinen                             |
| 2024 | Finnland                                | Schottland                              | Slowenien                               | Philippinen                             |
| 2025 | Kanada                                  | Mexiko                                  | Volksrepublik China                     | Chinesisch Taipeh                       |

## Teilnehmerübersicht
| Mannschaft          | 2020 | 2022 | 2023 | 2024 | 2025 |
| ------------------- | ---- | ---- | ---- | ---- | ---- |
| Belgien             | —    | 1.   | —    | —    | —    |
| Volksrepublik China | —    | —    | —    | —    | 3.   |
| Chinesisch Taipeh   | —    | —    | —    | —    | 4.   |
| Finnland            | —    | —    | —    | 1.   | —    |
| Irland              | —    | 3.   | —    | —    | —    |
| Island              | 2.   | —    | 1.   | —    | —    |
| Kanada              | —    | —    | —    | —    | 1.   |
| Mexiko              | —    | —    | —    | —    | 2.   |
| Nordirland          | 4.   | —    | —    | —    | —    |
| Philippinen         | —    | —    | 4.   | 4.   | —    |
| Polen               | —    | 8.   | —    | —    | —    |
| Russland            | —    | 2.   | —    | —    | —    |
| Schottland          | 1.   | 5.   | 3.   | 2.   | —    |
| Slowakei            | —    | 7.   | —    | —    | —    |
| Slowenien           | —    | —    | —    | 3.   | —    |
| Ukraine             | 3.   | —    | —    | —    | —    |
| Ungarn              | —    | 6.   | —    | —    | —    |
| Wales               | —    | 4.   | 2.   | —    | —    |